# Кременная (приток Тобыша)
Кременная — река в России, протекает по Республике Коми. Устье реки находится в 186 км по правому берегу реки Тобыш. Длина реки составляет 31 км.

## Притоки
- 2 км: Нижняя Кременная
- 12 км: Малая Кременная

## Данные водного реестра
По данным государственного водного реестра России относится к Двинско-Печорскому бассейновому округу, водохозяйственный участок реки — Печора от водомерного поста Усть-Цильма и до устья, речной подбассейн реки — бассейны притоков Печоры ниже впадения Усы. Речной бассейн реки — Печора.
Код объекта в государственном водном реестре — 03050300212103000080109.